# Socjalistyczna Partia Robotnicza
Socjalistyczna Partia Robotnicza (ang. Socialist Workers Party, SWP) – amerykańska komunistyczna partia polityczna. Pierwotnie grupa w ramach Partii Komunistycznej Stanów Zjednoczonych wspierająca Lwa Trockiego i sprzeciwiająca się polityce Józefa Stalina. Od momentu rewolucji kubańskiej ugrupowanie wyraża zdecydowane poparcie dla rządów kubańskich. Partia kładzie nacisk na „solidarność” w celu pomocy strajkom. 
SWP publikuje tygodnik The Militant, którego początki sięgają 1928. Prowadzi także wydawnictwo Pathfinder Press. 